# La Germandat (Gandesa)
La Germandat és una obra de Gandesa (Terra Alta) inclosa a l'Inventari del Patrimoni Arquitectònic de Catalunya.

## Descripció
Edifici que en els anys 80 del segle XX estava en ruïnes, fet de pedra, tapiat i maons al contorn de portes i finestres. És de planta baixa de gran altura amb galeries de fusta sobre columnes metàl·liques i de formigó, deixant un espai de doble altura al mig. El forjat del pis superior presenta bigues d'acer i entramat de fusta i maó.
La porta d'entrada té un gran arc de maó, dona a un vestíbul ocupat per malesa i coberta a dues aigües de teula àrab, enfonsada en la seva major part.

## Història
Fou l'edifici de la Germandat, creat entre 1910-1920 per la fusió de les entitats "Joventuts Gandesanes" i "Socors Mutus" com una espècies de casino i sala d'espectacles. Abans ocupà aquest lloc el "Molí de la Vila" amb pedres de tres i quatre metres d'alçada.